# 671
Раннє Середньовіччя. Триває чума Юстиніана. У Східній Римській імперії продовжується правління Костянтина IV. Більшу частину території Італії займає Лангобардське королівство, деякі області належать Візантії. Франкське королівство розділене між правителями з династії Меровінгів. Іберію займає Вестготське королівство. В Англії триває період гептархії. Авари та слов'яни утвердилися на Балканах. Центр Аварського каганату лежить у Паннонії. На території сучасних Словенії та Австрії існує слов'янське князівство Карантанія.
Омеядський халіфат займає Аравійський півострів, Сирія, Палестина, Персія, Єгипет, частина Північної Африки. У Китаї триває правління династії Тан. Індія роздроблена. В Японії триває період Ямато. Хазарський каганат підпорядкував собі кочові народи на великій степовій території між Азовським морем та Аралом.
На території лісостепової України в VII столітті виділяють пеньківську й празьку археологічні культури. У VII столітті продовжилося швидке розселення слов'ян. У Північному Причорномор'ї співіснують різні кочові племена, зокрема булгари, хозари, алани, авари, тюрки.

## Події
- Араби захопили Бухару в Середній Азії.
- У Мерв переселено 50 тис. арабських родин з метою зменшення напруження на батьківщині та закріплення контролю над Іраном.
- Китайський буддійський паломник І Чін відвідав столицю частково буддійського королівства Шривіджая, Палембанг (сучасна Індонезія). Він повідомив про понад 1000 буддійських ченців у місті.
- Перктаріт повернувся з вигнання, щоб стати королем Ломбардії.
- Сілла захопила контроль над колишньою столицею Пекче Сабі в танського «Генерального протекторату щоб заспокоїти Схід» (у сучасної Кореї).
- Екгріфіт, король Нортумбрії, завдав поразки піктам в Битві двох річок (у сучасному Сполученому королівстві).

## Померли
- Грімоальд, король Ломбардії.